# Le Vaud
Le Vaud ist eine politische Gemeinde im Distrikt Nyon des Kantons Waadt in der Schweiz.

## Geographie
Le Vaud liegt auf 815 m ü. M., 11 km nördlich des Bezirkshauptortes Nyon (Luftlinie). Das Dorf erstreckt sich am Jurasüdhang, zwischen den Bächen Ruisseau du Geny im Westen und Serine im Osten, in aussichtsreicher Lage rund 450 m über dem Seespiegel des Genfersees.

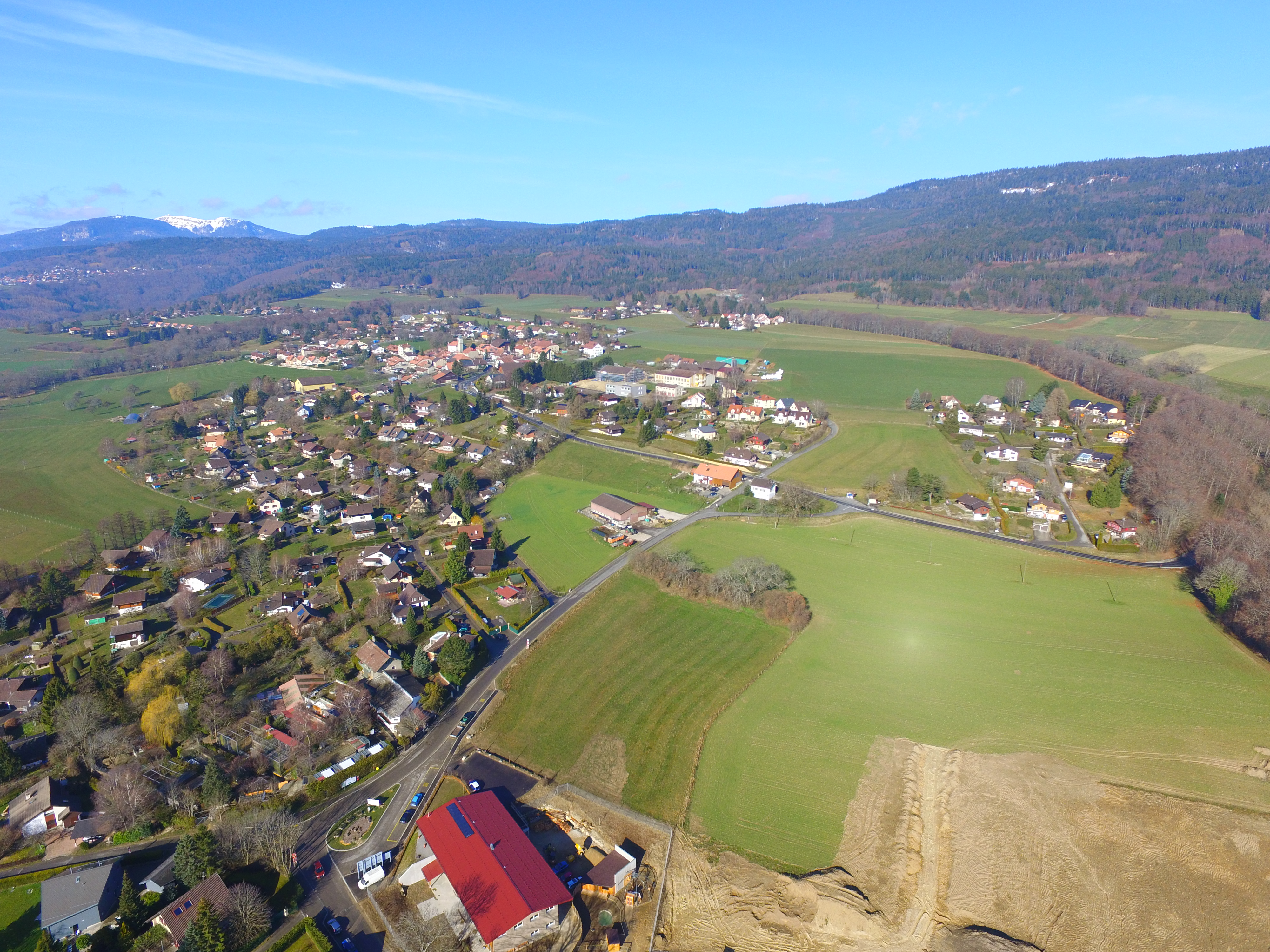
Le Vaud, Luftbild

Die Fläche des 3,1 km² grossen Gemeindegebiets umfasst einen Abschnitt am Jurasüdhang. Das Gemeindegebiet wird von den Tälern der beiden Bäche Ruisseau du Geny und Serine eingefasst. Der Geny fliesst unterhalb von Le Vaud in die Serine. Im Tal der Serine befindet sich das Naturschutzgebiet Le Marais. Nach Nordwesten reicht der Gemeindeboden in einem schmalen Zipfel den bewaldeten Jurahang hinauf bis auf den Kamm der Mont-Tendre-Kette, auf dem mit 1350 m ü. M. der höchste Punkt von Le Vaud erreicht wird. Von der Gemeindefläche entfielen 1997 18 % auf Siedlungen, 28 % auf Wald und Gehölze, 53 % auf Landwirtschaft und etwas weniger als 1 % war unproduktives Land.
Zu Le Vaud gehören mehrere Einfamilienhausquartiere. Die Nachbargemeinden von Le Vaud sind im Westen Bassins, im Süden Begnins, im Osten Burtigny und im Norden Marchissy.

## Bevölkerung
Mit 1403 Einwohnern (Stand 31. Dezember 2023) gehört Le Vaud zu den mittelgrossen Gemeinden des Kantons Waadt. Von den Bewohnern sind 80,0 % französischsprachig, 8,2 % englischsprachig und 7,5 % deutschsprachig (Stand 2000). Die Bevölkerungszahl von Le Vaud belief sich 1900 auf 190 Einwohner. Nach 1970 (164 Einwohner) setzte eine rasante Bevölkerungszunahme mit einer Versechsfachung der Einwohnerzahl innerhalb von 30 Jahren ein.

## Wirtschaft
Le Vaud war bis in die zweite Hälfte des 20. Jahrhunderts ein hauptsächlich durch die Landwirtschaft geprägtes Dorf. Heute spielt die Landwirtschaft als Erwerbsquelle nur noch eine untergeordnete Rolle, sie konzentriert sich auf Viehzucht und Milchwirtschaft. Weitere Arbeitsplätze sind im lokalen Gewerbe und im Dienstleistungssektor vorhanden. Seit 1965 besteht in Le Vaud der Tierpark Zoo de la Garenne. In den letzten Jahrzehnten hat sich das Dorf dank seiner attraktiven Lage zu einer Wohngemeinde entwickelt. Die meisten Erwerbstätigen sind Wegpendler, die vor allem in Nyon und in Genf arbeiten.

## Verkehr
Die Gemeinde liegt abseits grösserer Durchgangsstrassen, die Hauptzufahrt erfolgt von Gland. Der Autobahnanschluss Gland an der A1 (Genf-Lausanne) ist rund 8 km vom Ort entfernt. Durch den Postautokurs, der von Nyon nach Gimel verkehrt, ist Le Vaud an das Netz des öffentlichen Verkehrs angebunden.

## Politik
Der Gemeinderat (conseil communal) von Le Vaud besteht aus 45 Mitgliedern. Fünf Mitglieder zählt die Exekutive (municipalité), welcher der Gemeindepräsident (syndic) vorsteht. Die Behörden werden auf fünf Jahre gewählt, wobei die laufende Amtsperiode von 2021 bis 2026 dauert. Gemeindepräsident war von 1998 bis 2016 Serge Beck. Seit 2016 ist Ariane Gétaz Gemeindepräsidentin.

## Geschichte
Die erste urkundliche Erwähnung des heutigen Ortsnamens datiert auf das Jahr 1300. Damals erschien die Bezeichnung Au Vaud, später auch Du Vaud. Der Name ist abgeleitet vom vulgärlateinischen valdus (Wald). Vor 1300 hiess das Dorf vermutlich Vollotar. In Le Vaud hatte die Zisterzienserabtei Bonmont reichen Grundbesitz. Mit der Eroberung der Waadt durch Bern im Jahr 1536 kam das Dorf unter die Verwaltung der Vogtei Morges. Die Steuerabgaben wurden aber weiterhin vom Schloss Bonmont eingetrieben. Nach dem Zusammenbruch des Ancien Régime gehörte Le Vaud von 1798 bis 1803 während der Helvetik zum Kanton Léman, der anschliessend mit der Inkraftsetzung der Mediationsverfassung im Kanton Waadt aufging. 1803 wurde es dem Bezirk Nyon zugeteilt.

## Sehenswürdigkeiten
- Die Kirche von Le Vaud stammt grösstenteils aus dem 19. Jahrhundert. Im Ortskern sind einige Bauernhäuser des 18. und 19. Jahrhunderts erhalten.
- Zoo la Garenne, ein auf europäische Raubtiere und Greifvögel spezialisierter Zoo.